# Bryconops vibex
Bryconops vibex är en fiskart som beskrevs av Machado-allison, Chernoff och Buckup, 1996. Bryconops vibex ingår i släktet Bryconops och familjen Characidae. Inga underarter finns listade.